# Pápoc
Pápoc is een plaats (község) en gemeente in het Hongaarse comitaat Vas. Pápoc telt 393 inwoners (2001).